# (5076) Лебедев-Кумач
(5076) Лебедев-Кумач (лат. Lebedev-Kumach) — типичный астероид главного пояса, открыт 26 сентября 1973 года советским астрономом Людмилой Черных в Крымской астрофизической обсерватории и 20 июня 1997 года назван в честь советского поэта Василия Лебедева-Кумача.

## Обнаружение и именование
(5076) Лебедев-Кумач
Открыт 26 сентября 1973 года в Научном Л. И. Черных.
Назван в память о выдающемся поэте-песеннике Василии Ивановиче Лебедеве-Кумаче (1898—1949), известном своими лирическими и патриотическими стихами к песням ко многим советским фильмам.
Оригинальный текст (англ.)5076 Lebedev-Kumach
Discovered 1973-09-26 by Chernykh, L. I. at Nauchnyj.
Named in memory of Vasilij Ivanovich Lebedev-Kumach (1898—1949), prominent poet and song-writer, known for his lyrical and patriotic verses for songs for many Soviet films.
Источники: DISCOVERY.DB; M.P.C. 30096.

## Орбита

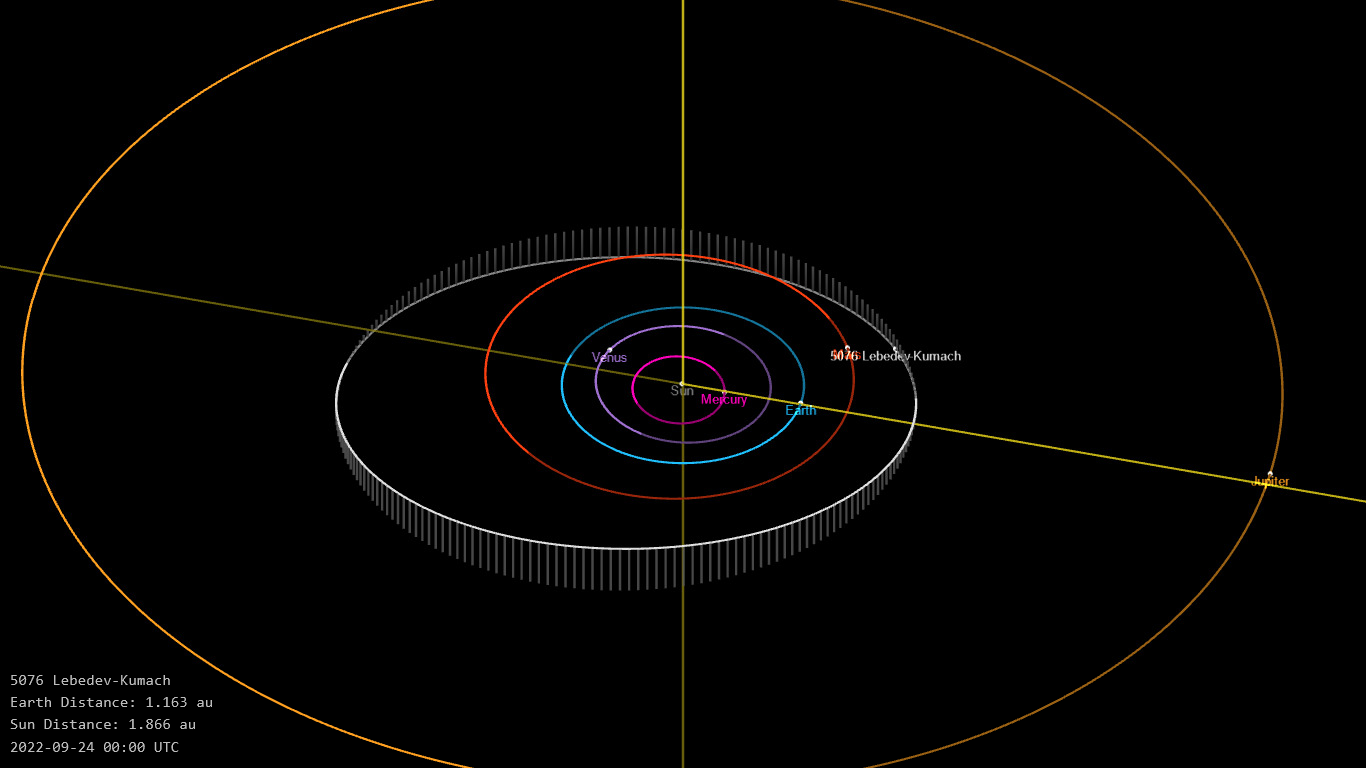
Орбита астероида Лебедев-Кумач и его положение в Солнечной системе

## Физические характеристики
Из наблюдений системы телескопов панорамного обзора и быстрого реагирования Pan-STARRS следует, что астероид относится к таксономическому классу DL
По результатам наблюдений в видимом и ближнем инфракрасном диапазоне космического телескопа NEOWISE и наблюдений в инфракрасном диапазоне спутника Akari диаметр астероида оценивался равным 4,743±0,142 км и 6,86±0,35 км. Согласно тем же источникам альбедо оценивается как 0,4954±0,0210, 0,239±0,026 и 0,495±0,021.